# Cheimonophyllum
Cheimonophyllum é um gênero de fungo da família das Cyphellaceae. O gênero é amplamente distribuído e contém três espécies.